# Карденас (Карденас, Табаско)
Карденас (шп. Cárdenas) насеље је у Мексику у савезној држави Табаско у општини Карденас. Насеље се налази на надморској висини од 20 м.

## Становништво
Према подацима из 2010. године у насељу је живело 91558 становника.

### Хронологија
| Година       | 2000                  | 2005                  | 2010                  |
| ------------ | --------------------- | --------------------- | --------------------- |
| Становништво | 78637 (38058 / 40579) | 79875 (38411 / 41464) | 91558 (44158 / 47400) |

### Попис
| \| \| м \| \| \| ж \| \| 0—2 \| 2.635 \| \| \| 2.548 \| \| 3—5 \| 2.807 \| \| \| 2.637 \| \| 6—11 \| 5.162 \| \| \| 5.058 \| \| 12—14 \| 2.523 \| \| \| 2.462 \| \| 15—17 \| 2.621 \| \| \| 2.661 \| \| 18—24 \| 5.792 \| \| \| 6.462 \| \| 60+ \| 2.896 \| \| \| 3.189 \| \| Просек : \| 28,4 \| \| \| 29,5 \| |       |  |  |       |
| |       |  |  |       |
| | м     |  |  | ж     |
| 0—2 | 2.635 |  |  | 2.548 |
| 3—5 | 2.807 |  |  | 2.637 |
| 6—11 | 5.162 |  |  | 5.058 |
| 12—14 | 2.523 |  |  | 2.462 |
| 15—17 | 2.621 |  |  | 2.661 |
| 18—24 | 5.792 |  |  | 6.462 |
| 60+ | 2.896 |  |  | 3.189 |
| Просек : | 28,4  |  |  | 29,5  |

| #   | Индикатор                                                                                        | Вредност |
| --- | ------------------------------------------------------------------------------------------------ | -------- |
| 1   | Становништво од 0 до 2 године                                                                    | 5183     |
| 2   | Мушко становништво од 0 до 2 године                                                              | 2635     |
| 3   | Женско становништво од 0 до 2 године                                                             | 2548     |
| 4   | Становништво са 3 и више година                                                                  | 84967    |
| 5   | Мушко становништво са 3 и више година                                                            | 40817    |
| 6   | Женско становништво са 3 и више година                                                           | 44150    |
| 7   | Становништво са 5 и више година                                                                  | 81358    |
| 8   | Мушко становништво са 5 и више година                                                            | 38930    |
| 9   | Женско становништво са 5 и више година                                                           | 42428    |
| 10  | Становништво са 12 и више година                                                                 | 69303    |
| 11  | Мушко становништво са 12 и више година                                                           | 32848    |
| 12  | Женско становништво са 12 и више година                                                          | 36455    |
| 13  | Становништво са 15 и више година                                                                 | 64318    |
| 14  | Мушко становништво са 15 и више година                                                           | 30325    |
| 15  | Женско становништво са 15 и више година                                                          | 33993    |
| 16  | Становништво са 18 и више година                                                                 | 59036    |
| 17  | Мушко становништво са 18 и више година                                                           | 27704    |
| 18  | Женско становништво са 18 и више година                                                          | 31332    |
| 19  | Становништво од 3 до 5 година                                                                    | 5444     |
| 20  | Мушко становништво од 3 до 5 година                                                              | 2807     |
| 21  | Женско становништво од 3 до 5 година                                                             | 2637     |
| 22  | Становништво од 6 до 11 година                                                                   | 10220    |
| 23  | Мушко становништво од 6 до 11 година                                                             | 5162     |
| 24  | Женско становништво од 6 до 11 година                                                            | 5058     |
| 25  | Становништво од 8 до 14 година                                                                   | 11849    |
| 26  | Мушко становништво од 8 до 14 година                                                             | 5998     |
| 27  | Женско становништво од 8 до 14 година                                                            | 5851     |
| 28  | Становништво од 12 до 14 година                                                                  | 4985     |
| 29  | Мушко становништво од 12 до 14 година                                                            | 2523     |
| 30  | Женско становништво од 12 до 14 година                                                           | 2462     |
| 31  | Становништво од 15 до 17 година                                                                  | 5282     |
| 32  | Мушко становништво од 15 до 17 година                                                            | 2621     |
| 33  | Женско становништво од 15 до 17 година                                                           | 2661     |
| 34  | Становништво од 18 до 24 године                                                                  | 12254    |
| 35  | Мушко становништво од 18 до 24 године                                                            | 5792     |
| 36  | Женско становништво од 18 до 24 године                                                           | 6462     |
| 37  | Женско становништво од 15 до 49 година                                                           | 27105    |
| 38  | Становништво са 60 и више година                                                                 | 6085     |
| 39  | Мушко становништво са 60 и више година                                                           | 2896     |
| 40  | Женско становништво са 60 и више година                                                          | 3189     |
| 41  | Однос између мушкараца и жена                                                                    | 93.16    |
| 42  | Становништво од нуле до 14 година                                                                | 25832    |
| 43  | Становништво од 15 до 64 године                                                                  | 60415    |
| 44  | Становништво од 65 година и више                                                                 | 3903     |
| 45  | Просечан број деце                                                                               | 2.1      |
| 46  | Становништво рођено у ентитету                                                                   | 74580    |
| 47  | Мушко становништво рођено у ентитету                                                             | 35435    |
| 48  | Женско становништво рођено у ентитету                                                            | 39145    |
| 49  | Становништво рођено у другом ентитету                                                            | 15222    |
| 50  | Мушко становништво рођено у другом ентитету                                                      | 7822     |
| 51  | Женско становништво рођено у другом ентитету                                                     | 7400     |
| 52  | Становништво од 5 година и више резидентно у ентитету у јуну 2005. године                        | 77533    |
| 53  | Мушко становништво старосног доба од 5 година и више, резидентно у ентитету у јуну 2005. године  | 36874    |
| 54  | Женско становништво старосног доба од 5 и више година, резидентно у ентитету у јуну 2005. године | 40659    |
| 55  | Становништво од 5 година и више које је живело у другом ентитету у јуну 2005. године             | 2988     |
| 56  | Мушко становништво старије од 5 година које је живело у другом ентитету у јуну 2005. године      | 1578     |
| 57  | Женско становништво старије од 5 година које је живело у другом ентитету у јуну 2005. године     | 1410     |
| 58  | Становништво од 3 године и више које говори аутохтони језик                                      | 652      |
| 59  | Мушко становништво старо 3 године и више које говори аутохтони језик                             | 357      |
| 60  | Женско становништво старо 3 године и више које говори аутохтони језик                            | 295      |
| 61  | Становништво од 3 године и више које говори аутохтони језик и не говори шпански језик            | 4        |
| 62  | Мушко становништво старо 3 године и више које говори аутохтони језик и не говори шпански         | 2        |
| 63  | Женско становништво старо 3 године и више које говори аутохтони језик и не говори шпански језик  | 2        |
| 64  | Становништво старо 3 године и више које говори аутохтони језик и шпански                         | 539      |
| 65  | Мушко становништво старо 3 године и више које говори аутохтони језик и шпански                   | 296      |
| 66  | Женско становништво старо 3 године и више које говори аутохтони језик и шпански                  | 243      |
| 67  | Становништво од 5 година и више које говори аутохтони језик                                      | 645      |
| 68  | Становништво од 5 година и више које говори аутохтони језик и не говори шпански језик            | 3        |
| 69  | Становништво од 5 година и више које говори аутохтони језик и говори шпански језик               | 537      |
| 70  | Становништво у домородачким домаћинствима                                                        | 1816     |
| 71  | Становништво са ограничењима у активностима                                                      | 3650     |
| 72  | Становништво са ограниченим ходањем или кретањем, горе или доле                                  | 1656     |
| 73  | Становници са ограничењима вида, чак и уз кориштење сочива                                       | 1454     |
| 74  | Становништво са ограничењима говора, комуникације или конверзације                               | 337      |
| 75  | Становништво са ограниченим слухом                                                               | 281      |
| 76  | Становништво са ограничењима при одевању, купању или јелу                                        | 161      |
| 77  | Становништво са ограничењима у опажању или учењу једноставних ствари                             | 129      |
| 78  | Становништво са менталним ограничењима                                                           | 292      |
| 79  | Становништво без ограничења активности                                                           | 85879    |
| 80  | Становништво од 3 до 5 година које не похађа школу                                               | 1870     |
| 81  | Мушко становништво од 3 до 5 година које не похађа школу                                         | 977      |
| 82  | Женско становништво од 3 до 5 година које не похађа школу                                        | 893      |
| 83  | Становништво од 6 до 11 година које не похађа школу                                              | 263      |
| 84  | Мушко становништво од 6 до 11 година које не похађа школу                                        | 135      |
| 85  | Женско становништво од 6 до 11 година које не похађа школу                                       | 128      |
| 86  | Становништво од 12 до 14 година које не похађа школу                                             | 320      |
| 87  | Мушко становништво од 12 до 14 година које не похађа школу                                       | 165      |
| 88  | Женско становништво од 12 до 14 година које не похађа школу                                      | 155      |
| 89  | Становништво од 15 до 17 година похађа школу                                                     | 4003     |
| 90  | Мушко становништво од 15 до 17 година похађа школу                                               | 1949     |
| 91  | Женско становништво између 15 и 17 година живота у школи                                         | 2054     |
| 92  | Становништво од 18 до 24 године похађа школу                                                     | 4611     |
| 93  | Мушко становништво од 18 до 24 године похађа школу                                               | 2291     |
| 94  | Женско становништво од 18 до 24 године похађа школу                                              | 2320     |
| 95  | Становништво од 8 до 14 година које не може да чита и пише                                       | 261      |
| 96  | Мушко становништво старосног доба од 8 до 14 година које не може да чита и пише                  | 160      |
| 97  | Женско становништво старосног доби од 8 до 14 година које не може да чита и пише                 | 101      |
| 98  | Становништво од 15 година и више које је неписмено                                               | 2513     |
| 99  | Мушко становништво од 15 година и више које је неписмено                                         | 902      |
| 100 | Женско становништво од 15 година и више које је неписмено                                        | 1611     |
| 101 | Становништво старо 15 и више година без школовања                                                | 2844     |
| 102 | Мушко становништво старо 15 и више година без школовања                                          | 1066     |
| 103 | Женско становништво старо 15 и више година без школовања                                         | 1778     |
| 104 | Становништво старосног доба 15 и више година са непотпуним основним образовањем                  | 6301     |
| 105 | Мушко становништво старосног доба од 15 година и више са непотпуном основним образовањем         | 2745     |
| 106 | Женско становништво старосног доба 15 и више година са непотпуном основним образовањем           | 3556     |
| 107 | Становништво старо 15 и више година са комплетним основним образовањем                           | 8287     |
| 108 | Мушко становништво старо 15 година и више са комплетним основним образовањем                     | 3600     |
| 109 | Женско становништво старо 15 и више година са комплетним основним образовањем                    | 4687     |
| 110 | Становништво старосног доба 15 и више година са непотпуним средњим образовањем                   | 2622     |
| 111 | Мушко становништво старосног доба од 15 година и више са непотпуним средњим образовањем          | 1338     |
| 112 | Женско становништво старосног доба од 15 година и више са непотпуним средњим образовањем         | 1284     |
| 113 | Становништво старо 15 и више година са пуним секундарном образовањем                             | 14662    |
| 114 | Мушко становништво старосног доба од 15 година и више са пуним секундарном образовањем           | 6841     |
| 115 | Женско становништво старосног доба од 15 година и више са пуним секундарном образовањем          | 7821     |
| 116 | Становништво старије од 18 година са постосновним образовањем                                    | 27099    |
| 117 | Мушко становништво старије од 18 година са постосновним образовањем                              | 13539    |
| 118 | Женско становништво старије од 18 година са постосновним образовањем                             | 13560    |
| 119 | Просечна оцена школовања                                                                         | 9.7      |
| 120 | Просечан ниво образовања мушке популације                                                        | 10.02    |
| 121 | Просечан ниво образовања женског становништва                                                    | 9.41     |
| 122 | Економски активно становништво                                                                   | 36590    |
| 123 | Економски активна мушка популација                                                               | 24058    |
| 124 | Економски активна женска популација                                                              | 12532    |
| 125 | Становништво које није економски активно                                                         | 32367    |
| 126 | Мушко становништво које није економски активно                                                   | 8589     |
| 127 | Женско становништво које није економски активно                                                  | 23778    |
| 128 | Запослено становништво                                                                           | 34891    |
| 129 | Запослено мушко становништво                                                                     | 22709    |
| 130 | Запослено женско становништво                                                                    | 12182    |
| 131 | Незапослена популација                                                                           | 1699     |
| 132 | Незапослена мушка популација                                                                     | 1349     |
| 133 | Незапослена женска популација                                                                    | 350      |
| 134 | Становништво без права на здравствене услуге                                                     | 27578    |
| 135 | Становништво које има право на здравствене услуге                                                | 62320    |
| 136 | Становништво које има право на ИМСС                                                              | 27304    |
| 137 | Становништво које има право на социјално осигурање                                               | 6158     |
| 138 | Становништво које има право на државно социјално осигурање                                       | 2458     |
| 139 | Становништво које има право на опште осигурање или здравствено осигурање за нову генерацију      | 17197    |
| 140 | Становништво које је било једном или није било у браку током 12 година и више                    | 22946    |
| 141 | Венчано или уједињено становништво од 12 година и више                                           | 38024    |
| 142 | Становништво које је било у браку или уједињено 12 година и више                                 | 8135     |
| 143 | Становништво са католичком религијом                                                             | 58242    |
| 144 | Протестанти, еванђелисти и библијски следбеници различити од еванђелиста                         | 21694    |
| 145 | Становништво са другим религијама различитим од претходних                                       | 48       |
| 146 | Становништво без религије                                                                        | 9732     |
| 147 | Укупно пописаних домаћинства                                                                     | 23337    |
| 148 | Пописна домаћинства на челу са мушкарцима                                                        | 16843    |
| 149 | Пописна домаћинства на челу са женама                                                            | 6494     |
| 150 | Становништво у пописним домаћинствима                                                            | 89546    |
| 151 | Становништво у пописним домаћинствима на челу са мушкарцима                                      | 67243    |
| 152 | Становништво у пописним домаћинствима на челу са женама                                          | 22303    |
| 153 | Укупно домаћинстава                                                                              | 28255    |
| 154 | Укупно насељених домаћинстава                                                                    | 23808    |
| 155 | Укупно приватних кућа                                                                            | 27784    |
| 156 | Насељени приватни домови                                                                         | 23337    |
| 157 | Укупно насељених приватних кућа                                                                  | 23802    |
| 158 | Ненасељене приватне куће                                                                         | 3394     |
| 159 | Појединачна домаћинства за привремену употребу                                                   | 1053     |
| 160 | Становници у насељеним приватним кућама                                                          | 89546    |
| 161 | Насељеност станара у приватним становима                                                         | 3.84     |
| 162 | Просечно становника по соби у приватним насељеним домаћинствима                                  | 1.02     |
| 163 | Појединачна домаћинства са подовима од различитих материјала од земље                            | 22759    |
| 164 | Појединачна домаћинства у приземљу                                                               | 419      |
| 165 | Појединачна домаћинства са једном спаваћом собом                                                 | 7897     |
| 166 | Појединачна домаћинства са две спаваће собе и више                                               | 15334    |
| 167 | Појединачна домаћинства са једним собом                                                          | 2096     |
| 168 | Појединачна домаћинства са две собе                                                              | 2606     |
| 169 | Појединачна домаћинства са 3 собе и више                                                         | 18497    |
| 170 | Појединачна домаћинства која имају електрично светло                                             | 23209    |
| 171 | Појединачна домаћинства која немају електрично светло                                            | 35       |
| 172 | Појединачна домаћинства која имају водоводну воду у стамбеном простору                           | 18846    |
| 173 | Појединачна домаћинства која немају водоводну воду у стамбеном простору                          | 4373     |
| 174 | Појединачна домаћинства која имају тоалет                                                        | 23082    |
| 175 | Појединачна домаћинства која имају канализацију                                                  | 23038    |
| 176 | Појединачна домаћинства која немају канализацију                                                 | 162      |
| 177 | Појединачна домаћинства која имају електрично светло, довод воде из јавне мреже и канализацију   | 18702    |
| 178 | Појединачна домаћинства без икаквих услова                                                       | 206      |
| 179 | Појединачна домаћинства која имају радио                                                         | 14849    |
| 180 | Појединачна домаћинства која имају телевизор                                                     | 22133    |
| 181 | Појединачна домаћинства која имају фрижидер                                                      | 21181    |
| 182 | Појединачна домаћинства која имају машину за веш                                                 | 18531    |
| 183 | Појединачна домаћинства која имају аутомобил или комби                                           | 8744     |
| 184 | Појединачна домаћинства која имају рачунар                                                       | 7702     |
| 185 | Појединачна домаћинства која имају фиксну телефонску линију                                      | 7248     |
| 186 | Појединачна домаћинства која имају мобилни телефон                                               | 19723    |
| 187 | Појединачна домаћинства која имају приступ интернету                                             | 5018     |
| 188 | Величина локације                                                                                | 10       |